# 奎爾山
77°8′S 161°45′E / 77.133°S 161.750°E
奎爾山（英語：Queer Mountain)(77°8′S 161°45′E / 77.133°S 161.750°E)是南極洲的山嶺，位於維多利亞地的斯科特海岸，處於殺手嶺以西1.6公里，海拔高度1,180米，由英國探險隊於1910至1913年間的新地探險時繪入地圖，現時由南極條約體系管理。